# هاجو آشه
هاجو آشه (به لاتین: Háj u Aše) یک کوه و تپه در جمهوری چک است که در بایرن واقع شده‌است.